# Ithilien
Ithilien je část území fiktivního světa Středozemě od britského spisovatele J.R.R. Tolkiena a název v překladu znamená Země měsíce, neboť Ithil znamená v sindarštině měsíc. Z tohoto názvu také vychází název města Minas Ithil, neboli Věž měsíce. Nachází se mezi řekou Anduinou a hraničními horami Mordoru. V Ithilienu nejsou žádná další města, a proto si tento kraj zachoval přírodní ráz s lesy a potůčky. 

## Historie knížectví
Ithilienské knížectví bylo založeno na počátku Třetího věku králem Isildurem. V lesích byly stavěny obydlí a místní obyvatelstvo pečovalo o studánky a přírodní krásy. Po dobytí Minas Ithil a jeho přejmenování na Minas Morgul začali lidé kraj opouštět ze strachu před Prstenovými přízraky. Sauronova vojska postupně během doby získala převahu a v kraji se od té doby vedly šarvátky mezi Sauronovými přívrženci a Gondorskými. Muži z Gondoru museli postupně ustoupit až za Anduinu a ponechat nepříteli celý Ithilen i  východní část bývalého hlavního města Osgiliath. Po Ithilienu se mohli pohybovat pouze menší skupinky ozbrojených bojovníků, kteří museli být neustále připraveni bojovat a přes Anduinu se přepravovali pomocí člunů, protože jediný most v Osgiliathu byl pod dohledem nepřítele.
Ithilien také prošel Frodo se Samem a Glumem při cestě do Mordoru. Cestou potkali Faramira a byli svědky jedné bitvy. Po pádu Saurona a očistění země od zla se do tohoto kraje přistěhovali elfové.